# Can Fortuny del carrer Verge dels Socors
Can Fortuny del carrer Verge dels Socors és un edifici entre mitgeres situat al nucli urbà d'Hostalric (Selva). És una obra inclosa en l'Inventari del Patrimoni Arquitectònic de Catalunya.

## Descripció
La casa, amb petit soterrani, planta baixa, dos pisos i golfes, està cobert per una teulada a doble vessant desaiguada a la façana principal i posterior, amb el ràfec d'una filera d'arquets i una filera de teules col·locades a manera de canal que recullen l'aigua de la pluja i desaigüen al carrer a través d'una canal adossada a l'eix central de la façana.
A la planta baixa, trobem el portal d'entrada en arc de linda formada per dovelles de pedra numulítica. Els brancals del portal estan fets de carreus de pedra numulítica. Una porta amb dos batents tanca el portal. Quan el portal està obert, trobem una porta lleugerament avançada a l'interior (de treball de forja i vidre) que permet que l'entrada sigui un porxo. Al costat dret del portal d'entrada, dues finestres. La finestra superior, té linda monolítica (de pedra numulítica), brancals de carreus de pedra numulítica i ampit de pedra també de pedra numúlitica. La finestra que hi ha dessota seu, aprofita l'ampit com a llinda, i té brancals de carreus de pedra i ampit també de pedra numulítica. Totes dues finestres estan protegides per una reixa.
Al primer i segon pis, trobem dues finestres a cada pis, col·locades seguint el mateix eix. Les finestres tenen llinda monolítica (de pedra numulítica), brancals de carreus de pedra numulítica igual que l'ampit que està fet de la mateixa pedra. Uns porticons amb llistons de fusta pintats de color blanc tanquen les finestres. Una cornisa dentellada separa el segon pis de les golfes. A les golfes, cinc obertures en arc de mig punt, algunes de les quals estan tancades amb maons (la primera, la quarta i la cinquena contant des del costat esquerre), i les altres queden tancades per porticons amb llistons. La segona finestra (contant des de l'esquerra) és més alta que els altres finestres. El mur de la façana és de maçoneria, i a les golfes està arrebossat i pintat. Una cadena cantonera de carreus de pedra reforça les cantonades.
A l'interior, a la planta baixa hi havia hagut un trull de vi, ara desaparegut, però es conserva més o menys part de l'estructura que suportava la mola i altres elements del trull. Un tram de la muralla es troba dins la casa a la planta baixa. També hi ha un accés (tancat) a la planta baixa, que portava a una de les mines de la vila. Algunes de les sales de l'interior de la casa, conserven els frescos originals que decoren les parets, així com mobiliari original.

## Història
La construcció fa pensar en una datació dels segles XVIII-XIX amb possibles orígens més llunyans. Durant la Guerra del Francès (1808-1814) Hostalric va tenir un important paper donant suport a l'entrada de queviures a la Girona assetjada i destorbant el pas a les tropes enemigues gràcies a la seva situació estratègica en una zona de pas. Per això als francesos els convenia prendre la vila. El primer atac va arribar el 7 de novembre del 1809 i només trobaren resistència a la Torre dels Frares i a l'església on un grup de gent s'hi havia fet fort. Molts habitants van haver de fugir, ja que els francesos van cremar el poble. D'altres es van poder refugiar al castell. Aquest estigué assetjat des del 13 de gener fins al mes de maig del 1810. Amb tot, la crema d'Hostalric fa pensar que podria ser més tardà, de principis del segle xix.